# Groß Wasserburg

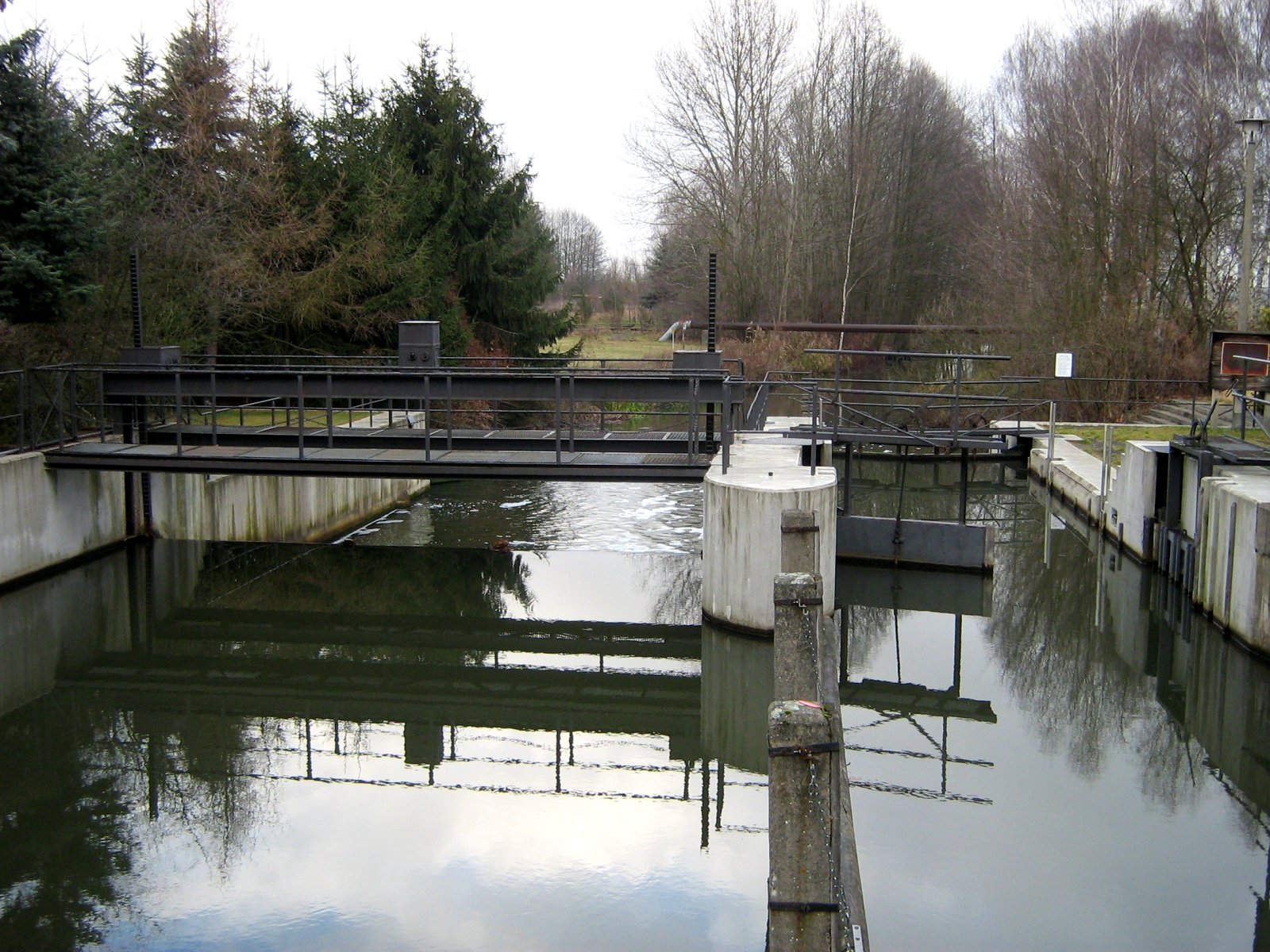
Groß Wasserburger Spreeschleuse

Groß Wasserburg (niedersorbisch Wódowy Grod) ist ein Ortsteil der Gemeinde Krausnick-Groß Wasserburg im Landkreis Dahme-Spreewald in Brandenburg. Groß Wasserburg war bis zum freiwilligen Zusammenschluss mit Krausnick 2001 eine selbständige Gemeinde. Krausnick-Groß Wasserburg wird vom Amt Unterspreewald verwaltet. Der Ort entstand erst Anfang des 18. Jahrhunderts aus einer Mühlenstätte, die ursprünglich zu Krausnick gehörte.

## Geographische Lage
Groß Wasserburg liegt etwa 3 km Luftlinie nordnordöstlich von Krausnick, dem zweiten Ortsteil der Gemeinde Krausnick-Groß Wasserburg, etwa 23 km südwestlich von Storkow (Mark), und etwa 13 km nordnordwestlich von Lübben (Spreewald). Die Gemarkung Groß Wasserburg grenzt im Norden an die Gemeinde Märkisch Buchholz bzw. dessen Gemeindeteil Köthen, im Nordosten an Leibsch (Ortsteil der Gemeinde Unterspreewald), im Osten an Neu Lübbenau (ebenfalls ein Ortsteil der Gemeinde Unterspreewald), im Südosten an die Gemeinde Schlepzig, im Süden an Krausnick, im Westen an Oderin (Ortsteil der Gemeinde Halbe).
Durch Groß Wasserburg hindurch führt die L 71. Im Ort zweigt eine Verbindungsstraße nach Köthen ab.
Groß Wasserburg liegt an der Groß Wasserburger Spree, die sich östlich des Ortes in zahlreiche kleine Arme aufspaltet. Den östlichen Teil der Gemarkung durchfließt der Puhlstrom. Die östliche Gemarkungsgrenze wird z. T. von der Spree gebildet. Von Groß Wasserburg verläuft der Randkanal zum Köthener See sowie die Groß Wasserburger Schleuse. Auf der Gemarkung Groß Wasserburg liegen Triftsee, Mittelsee, Schwanensee und Pichersee. Im Norden grenzt die Gemarkung noch an den Köthener See. In den Krausnicker Bergen steigt der Wehlaberg bis auf 144 m an. Auf der Höhe steht ein Aussichtsturm.
Zur Gemarkung Groß Wasserburg gehört auch der Wohnplatz Pichersee (früher Lucas Theerofen). Dort hat sich ein größeres Gestüt angesiedelt, das ein Vielseitigkeitsturnier ausrichtet.

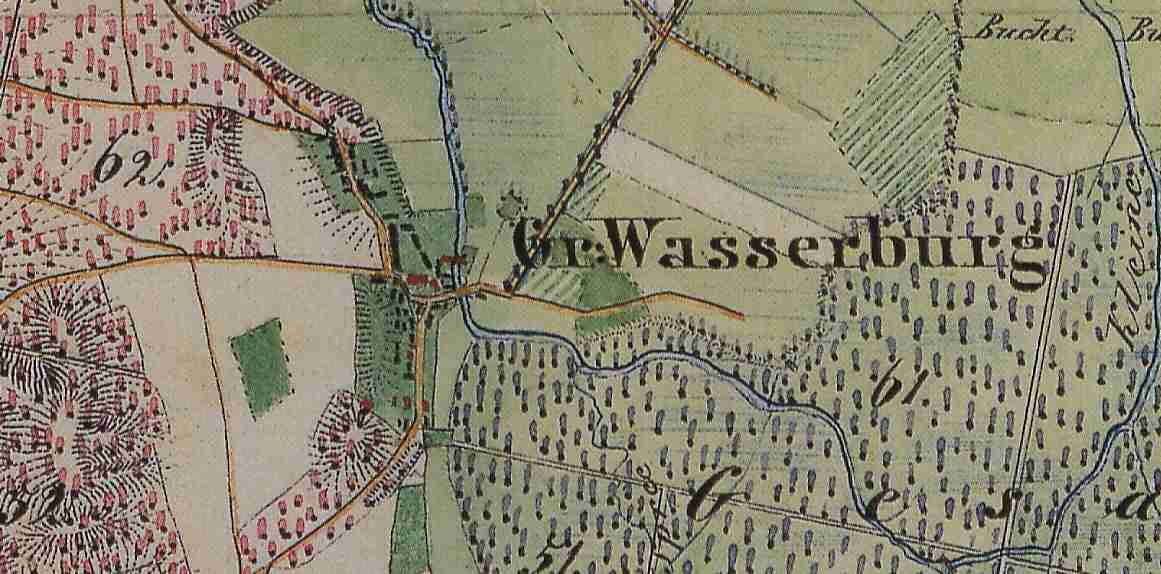
Groß Wasserburg auf dem Urmesstischblatt Schlepzig 3949 von 1841

## Geschichte
1518 wurde erstmals eine Wassermühle bei Krausnick (ohne Eigenname) erwähnt. 1554 wird die Wassermühle die Wasserburg genannt. 1576 wohnte dort nur ein Müller. 1692 war neben der Mühle mit zwei Gängen ein Rittersitz entstanden. 1745 gab es ein Vorwerk und eine Meierei, eine Schäferei, eine Wassermühle mit einem Gang und einem Grützstampfer, eine Schneidemühle, und es wird ein Weinberg erwähnt. 1745 entstand auf Amtsgebiet das Forsthaus Klein Wasserburg, das 1929 mit Birkholz vereinigt wurde. 1748 wohnten 11 Häusler in Groß Wasserburg. In der Schmettauschen Karte von 1767/87 ist ein etwas östlich des Verbindungsweges von Groß Wasserburg nach Krausnick und etwa in der Mitte zwischen beiden Orten ein Pechofen verzeichnet. 1775 hatte der Ort ein Vorwerk, eine Schäferei, eine Mahlmühle und eine Schneidemühle; es gab 14 Büdner im Ort. 1801 wohnten 26 Kolonisten in Groß Wasserburg, es gab einen Krug, eine Wassermühle und ein Amtsvorwerk. 1837 zählte der Ort 24 Wohnhäuser. Friedrich Ludwig Buchholz war bis Trinitatis 1808 Pächter von Märkisch Buchholz und Groß Wasserburg und bis 1814 auf Krausnick. 1847 wurde das Vorwerk parzelliert und parzellenweise verpachtet. In den Gebäuden des aufgelösten Vorwerks und Amtes wurde 1848 eine Försterei eingerichtet sowie von dort aus der neu geschaffene Gutsbezirk Groß Wasserburg verwaltet. 1858 gab es im Ort eine abgebaute Wassermühle (Getreide- und Ölmühle), 27 Wohngebäude, 47 Wirtschaftsgebäude und die Försterei. Eine Schule ist 1861 nachgewiesen. 1871 gab es 38 Wohngebäude, 1900 42 Häuser und 1931 50 Wohnhäuser. Nach dem Zweiten Weltkrieg wurden im Rahmen der Bodenreform 108,5 ha enteignet und aufgeteilt. 26 ha gingen an 5 Landarbeiter und landlose Bauern, 51 ha an 24 landarme Bauern, 15 ha an 10 Kleinpächter, 5 ha an einen Umsiedler und 3,5 ha an 5 Arbeiter und Angestellte. An den Ausschuss für gegenseitige Bauernhilfe gingen 7,5 ha und an die Behörden für Selbstverwaltung 0,5 ha. Bereits 1959 bildete sich die erste Landwirtschaftliche Produktionsgenossenschaft vom Typi I mit zunächst 5 Mitgliedern, der sich rasch weitere Betriebe anschlossen, so dass die LPG noch 1959 8 Mitglieder und 27 ha landwirtschaftliche Nutzfläche bewirtschaftete. 1960 gründete sich eine zweite LPG mit 42 Mitgliedern und 231 ha Nutzfläche. Schon 1961 erfolgte der Zusammenschluss der beiden LPGs. 1972 wurde die LPG Groß Wasserburg an die LPG Typ I Leibsch angeschlossen. 1977 war der VEB Holzwaren in Groß Wasserburg ansässig sowie der Staatliche Forstwirtschaftsbetrieb. Die Revierförsterei war allerdings nach Köthen verlegt worden.
Bevölkerungsentwicklung von 1774 bis 2000
| Jahr      | 1774 | 1801 | 1817 | 1837 | 1858 | 1871 | 1885 | 1895 | 1910 | 1925 | 1939 | 1946 | 1950 | 1964 | 1971 | 1981 | 1991 | 2000 |
| Einwohner | 72   | 152  | 146  | 255  | 291  | 265  | 296  | 274  | 252  | 248  | 245  | 306  | 287  | 259  | 266  | 239  | 222  | 207  |

### Besitzgeschichte
Krausnick und die Mühle war 1518 im Besitz der Familie von Langen. 1554 verkaufte Caspar von Langen Krausnick (mit Groß Wasserburg) auf Wiederkauf nach vier Jahren an seinen Vetter Georg von Langen. 1556 erhielten die Brüder Otto und Caspar v. Langen zu Münchehofe die Belehnung mit Krausnick, Köthen, Groß Wasserburg und der Hälfte von Leibsch 1583 waren dies gemeinsam die Brüder Anton und Nickel von Langen in Krausnick. Sie waren verpflichtet ein gerüstetes Pferd zu halten. Ende des 16. Jahrhunderts saß in Grosswasserburg Antonius von Langen, der Sohn des Otto von Langen. 1688 wohnten Otto Joachim von Langen und seine Frau Christine Dorothea geb. von Stutterheim a. d. H. Kablitz in Groß Wasserburg. Ihre 1688 dort geborene Tochter heiratete 1717 den Sigismund Wilhelm von Maltitz auf Tauche. Am 15. Juni 1728 kaufte der brandenburgische Kurfürst und König in Preußen Friedrich Wilhelm I. Groß Wasserburg von den Brüdern Heinrich Wilhelm und Kaspar Sigismund von Langen für 40.693 Taler. Nach dem Erwerb von Krausnick im selben Jahr bildete Friedrich Wilhelm daraus das Amt Krausnick, das er seiner Herrschaft Königs Wusterhausen zuordnete. 1852 wurde das Amt Krausnick aufgelöst und zusammen mit dem Amt Buchholz verwaltet. 1872/74 wurde auch das Amt Buchholz aufgelöst.
Groß Wasserburg gehörte im späten Mittelalter und in der frühen Neuzeit zur Herrschaft Storkow und gelangte so an den Beeskow-Storkowischen Kreis. Bei der Kreisreform 1816/17 kam die Gemeinde für ca. 20 Jahre zum Kreis Teltow-Storkow; nach dessen Auflösung 1836 an den Kreis Beeskow. Ab 1950 war Groß Wasserburg dem Kreis Lübben zugewiesen, der in der Kreisreform von 1993 im Landkreis Dahme-Spreewald aufging.
1848 waren der Gutsbezirk und die Landgemeinde Groß Wasserburg geschaffen worden. 1892 wurden die Gutsbezirke Groß Wasserburg und Klein Wasserburg zum Gutsbezirk Wasserburg vereinigt, 1910 wurde dieser in Gutsbezirk Kleinwasserburg umbenannt. Bei der Auflösung der Gutsbezirke 1929 wurde auch ein Teil in die Gemeinde Groß Wasserburg eingegliedert. Nach der Wende schlossen sich Groß Wasserburg mit 12 anderen, meist sehr kleinen Gemeinden zu einer Verwaltungsgemeinschaft, dem Amt Unterspreewald mit Sitz in Schönwald zusammen. Zum 31. Dezember 2001 schlossen sich die bis dahin selbstständigen Gemeinden Krausnick und Groß Wasserburg zur Gemeinde Krausnick-Groß Wasserburg zusammen. Seither ist Groß Wasserburg ein Ortsteil der Gemeinde Krausnick-Groß Wasserburg. Zum 1. Januar 2013 wurden das Amt Unterspreewald und das Amt Golßen zum neuen Amt Unterspreewald mit Amtssitz in Golßen fusioniert.
Derzeitiger Ortsvorsteher ist Gerhard Buschick.

### Kirchliche Geschichte
Groß Wasserburg war immer eingekircht in Krausnick, Dorfkirche Krausnick, und besaß zu keiner Zeit eine Kirche.

## Freizeit und Naturschutz
Durch Groß Wasserburg hindurch führt der Gurken-Radweg und der Europawanderweg E 10. Es werden Ferienwohnungen im Ort angeboten. Ein weiteres Freizeitattraktion ist ein Bogenbiwak. Der Freizeitpark Tropical Islands ist nur etwa neun Kilometer entfernt. Der Kahnfährhafen Groß Wasserburg hat Anschluss zur Dahme-Wasserstraße.
Die Seen auf Groß Wasserburger Gemarkung liegen im Naturschutzgebiet Heideseen.

## Denkmale
Die Denkmalliste des Landes Brandenburg für den Landkreis Dahme-Spreewald verzeichnet folgende Bodendenkmale:
- Nr. 12246, Flur 1: Rast- und Werkplatz Mesolithikum, Siedlung Bronzezeit, Pechhütte deutsches Mittelalter, Pechhütte Neuzeit
- Nr. 12247, Flur 2: Rast- und Werkplatz Mesolithikum, Siedlung römische Kaiserzeit
- Nr. 12248, Flur 3: Pechhütte Neuzeit, Pechhütte deutsches Mittelalter
- Nr. 12249, Flur 1: Mühle Mittelalter, Mühle Neuzeit, Dorfkern Neuzeit, Dorfkern deutsches Mittelalter

## Persönlichkeiten
- Reiner Schwalme (* 19. Juni 1937 in Liegnitz, Niederschlesien), deutscher Karikaturist

## Belege